# 匡汝諧
匡汝谐，谱名德熊，号俞臣，清朝道光进士，资政大夫。江西省吉安府廬陵縣（今吉安市青原区值夏镇芳洲村）人，道光二十三年（1843年）癸卯科中式举人，道光三十年（1850年）庚戌科进士（第二甲第13名）。咸丰三年（1853年）充会试堂，钦点刑部主事，以团防保举员外郎协剿克城赏四品衔，特授中宪大夫，后晋阶资政大夫。

## 生平

### 出身
道光二十三年（1843年）癸卯科中式举人，道光三十年（1850年）庚戌科进士（第二甲第13名）。道光三十年五月，咸丰帝引见新科进士，匡汝谐等被安排到各部学习。

### 仕途
咸丰三年（1853年）充会试堂，钦点刑部主事。母亲生病时，他回家照料。咸丰五年（1855年），贼军攻陷吉安，多次挟带伪书招降汝谐，但他坚决拒绝，并倾尽家财组织民团，奉命协助剿灭贼军，成功收复太和。贼军因此怀恨在心，暗中侵扰他的村庄，导致他的母亲殉难（咸丰八年，朝廷按照惯例给予表彰和抚恤）。汝谐从军营中急忙赶回家奔丧，并发誓要消灭贼军。咸丰八年（1858年），他在东南地区防御和剿灭贼军，收复了郡城。因倡捐募勇克复县城之功，加四品京衔。战乱平息后，他守孝期满，但不再出任官职。

### 培养人才
他回到家乡，恢复乡约，宣讲皇帝的圣谕，举行乡饮酒礼，建立了两个义仓，鼓励和培养地方学术，以明伦和培养品质为先，振兴文课，称之为“宾兴”。他还设立了主培元加季课，亲自校阅，家乡受汝谐培养的人大多自律自爱，进入学校享受国家供给，成为举人、贡生、进士的有七十多人。他性格善于调解纠纷，人们都信任并听从他，他的一生中，家乡没有发生过一起诉讼事件。六十三岁无疾而终。

## 家庭
儿子庭璋、庭番，都是邑庠生（生员）。

## 著作
著有《庐陵县志》（同治十二年刻本）、《迎晖堂稿》（未出版）

## 扩展阅读
道光三十年，翁同书（翁同龢长兄）致父亲翁心存的信中评价匡汝谐的书法水平：

匡君汝谐，惜不与馆选，其书法尚在覃叔之上。

咸丰六年，曾国藩（时任兵部侍郎）致曾国荃的信中提及匡汝谐在吉安招募兵勇组织民团，计划收复郡城：
主事匡汝谐在吉安招勇起团，冀图袭攻郡城。闻湖南援吉之师将别出一支，起而相应。若与弟军会合，宜善待之。
同治二年，沈葆桢（时任江西巡抚）上奏折，奏请将刑部主事匡汝谐加四品衔：
奏请将咸丰六年十二月间倡捐募勇克复县城之刑部主事匡汝谐加四品衔......